# نیمه تاریک ماه (فیلم ۱۹۹۰)
«نیمه تاریک ماه» (انگلیسی: The Dark Side of the Moon) فیلمی در ژانر ترسناک و علمی–تخیلی است که در سال ۱۹۹۰ منتشر شد. از بازیگران آن می‌توان به جان دیهل و آلن بلومنفلد اشاره کرد.